# Galapagostaube
Die Galapagostaube (Zenaida galapagoensis, Syn.: Nesopelia galapagoensis) ist eine auf den Galapagos-Inseln endemische Vogelart aus der Familie der Tauben (Columbidae).

## Merkmale
Die Galapagostaube hat relativ lange Beine und einen kurzen Schwanz. Oberkopf, Rücken und die Oberseite des Schwanzes sind einfarbig rotbräunlich bis sandfarben. Die Oberflügeldecken und die Schulterfedern haben dieselbe Grundfarbe, zeigen darauf jedoch schwarze Flecken, die auf den Schulterfedern und am Flügelbug zusätzlich breit weiß gerandet sind. Kehle und der vordere Hals sind stumpf rötlich-violett, der Bauch ist rötlich grau. Die Art zeigt einen sehr auffallenden hellblauen und schwarz gerandeten Augenring. Die Ohrdecken sind weißlich, nach hinten spitz zulaufend und schwarz gerandet. Der Schnabel ist dunkelgrau, die Beine sind blassrot. Die Zeichnung der Geschlechter ist gleich, Weibchen sind jedoch etwas kleiner als Männchen.

## Verbreitung und Lebensraum
Die Galapagostaube ist endemisch auf den Galapagos-Inseln. Sie lebt dort im trockenen, felsigen Flachland mit einzelnen Büschen oder Bäumen und Opuntien.

## Lebensweise
Sie ernährt sich vor allem von Pflanzensamen, während der Regenzeit aber auch von Kaktusblüten und Raupen. Die Balz findet auf dem Boden statt. Das Männchen läuft mit gesträubten Federn während der Werbungsphase hinter dem Weibchen her, bis dieses stehen bleibt. Das Männchen verharrt dann in einer waagerechten Haltung mit senkrecht nach unten weisendem Schwanz und lässt ein b-r-r-r-r hören. Ein intensives ritualisiertes Putzen der Federn hinter den Flügeln sowie ein Schnäbeln zwischen den beiden Vögeln geht der Paarung mit Futterübergabe dann unmittelbar voraus. Die auf dem Boden, in Felshöhlen oder in alten Nestern der Galápagosspottdrossel (Nesomimus parvulus) angelegten Nester wurden in fast allen Monaten gefunden; das Gelege besteht offenbar meist aus zwei Eiern.

## Bestand und Gefährdung
Bisher liegt keine Bestandsschätzung vor. Größte Bedrohung sind heute vermutlich eingeführte Hauskatzen und andere eingeführte Bodenraubtiere, aber auf raubsäugerfreien Inseln ist die Art noch häufig. Sie wird daher von der IUCN als „nicht gefährdet“ eingestuft („least concern“).